# إريس باري
إريس باري (بالإنجليزية: Iris Barry)‏ هي مؤرخة وصحفية أمريكية، ولدت في 1895 في Washwood Heath ‏ في المملكة المتحدة، وتوفيت في 22 ديسمبر 1969 في نيويورك في الولايات المتحدة.